# 3e corps de fusiliers
Pour les articles homonymes, voir 3e corps d'armée.
Le 3e corps de fusiliers est une une grande unité militaire soviétique.

## Historique

### Première formation
Le corps est formé en 1922 sous le nom de 3e corps d'armée et est renommé en 1923 le 3e corps de fusiliers.
Le corps participe à l'invasion de la Pologne en septembre 1939 et à la guerre d'Hiver de décembre 1939 à mars 1940. Il fait partie du district militaire de Moscou de 1922 à 1939, du front biélorusse de septembre à octobre 1939, du district militaire de Léningrad à partir de décembre 1939 à mars 1940 puis du district militaire transcaucasien à partir d'avril 1940.
En juin 1941, au déclenchement de l'opération Barbarossa, le corps fait partie du district militaire transcaucasien et est constitué des 4e, 20e et 47e divisions de fusiliers. Le corps est dissous le 30 juillet 1941, devenant en août la 46e armée.

### Seconde formation
Le corps est recréé en juin-juillet 1942, comme 3e corps de fusiliers,. Il est renommé 3e corps de fusiliers de montagne le 21 juin 1943.
En juin 1945, le corps fait partie de la 38e armée combinée dans le district militaire de Lvov (pl). Il est constitué de la 128e division de fusiliers de montagne de la Garde et des 242e (ru) et 318e divisions de fusiliers de montagne,. La 242e division est dissoute en 1946.
La 38e armée combinée est rattachée au district militaire des Carpates à partir de 1946. Le 3e corps de fusiliers de montagne est renommé 3e corps de fusiliers en 1954. Le corps participe à la répression de la révolution hongroise en 1956. Il est dissout en juillet 1957.

## Commandants
- 1922 - 1940 : ...
- 11 avril 1940 - 30 juillet 1941 : Kombrig (en) Stepan Tcherniak (en) (général-lieutenant à partir du 4 juin 1940[9]
- 10 juin - 10 octobre 1942 : général-major Konstantin Leselidze[9]
- 11 octobre 1942 - 4 janvier 1943 : colonel Grigori Perekrestov[9]
- 5 janvier - 24 avril 1943 : général-major Vassili Sergatskov[9]
- 25 avril 1943 - 10 mars 1944 : général-major Alexandr Loutchinski[9]
- 11 mars - 17 mars 1944 : général-major Mikhaïl Koldoubov[9]
- 17 avril - 20 mai 1944 : général-major Alexandr Loutchinski[9]
- 21 mai 1944 - 30 janvier 1946 : général-major Andreï Vedenine (pl)[6]
- 31 janvier 1946 - mai 1947 : général-lieutenant Nikolaï Gaguen (en)[6]
- mai 1947 - 2 décembre 1949 : général-major Alexandr Kazartchev[6]
- 2 décembre 1949 - février 1953 : général-major Stepan Gladychev (ru)[6]
- février - 19 juillet 1953 : général-major Aleksi Inaouri (en)[6]
- 20 juillet 1953 - avril 1957 : général-lieutenant Dmitri Onouprienko (en)[6]